# Halliburton
Halliburton es una corporación estadounidense que, dedicada a la prestación de servicios en los yacimientos petroleros, actualmente desempeña su labor en más de setenta países. Posee cerca de 300 empresas subsidiarias, afiliadas, sucursales, marcas y divisiones en todo el mundo.
Las oficinas centrales de Halliburton están ubicadas en Houston, Texas, en los Estados Unidos. También tiene oficinas nacionales en Anchorage (Alaska), Bakersfield (California), Denver (Colorado), Lafayette (Luisiana) y Ciudad de Oklahoma (Oklahoma). Halliburton ha abierto oficinas en Dubái, en los Emiratos Árabes Unidos, en marzo de 2007, donde el presidente y CEO de la compañía, David J. Lesar trabajará y residirá para "enfocar el crecimiento de la empresa hacia el hemisferio oriental". El resto de los cargos gerenciales aún continúan en Houston y la empresa continuará estando presente en EE. UU. en el futuro. La compañía considera por lo tanto a Houston y Dubái como sus dos sedes centrales, si bien Halliburton ha considerado variar su localización en 2012.
La empresa subsidiaria de Halliburton con mayor importancia es Energy Services Group (ESG). Esta provee soluciones y servicios técnicos para la exploración y producción de petróleo y gas natural. KBR por otro ha sido la mayor constructora de campos de petróleo, gaseoductos y refinerías que ha poseído la empresa desde hace 44 años, dado la intención de Halliburton de romper relaciones con la misma.

## Irak
La compañía ha sido objeto de varias controversias relacionadas con la Guerra de Irak de 2003 y la relación mantenida con el vicepresidente de EE. UU. durante la administración de George W. Bush, Dick Cheney. Cheney, quien era consejero delegado de Halliburton desde 1995, se marchó de la empresa durante la campaña de las elecciones presidenciales del año 2000 con una indemnización por despido de 36 millones de dólares. Para el año 2004, había recibido 394.548 dólares en compensaciones por parte de la empresa mientras ejercía ya como vicepresidente estadounidense.
Bunnatine Greenhouse, un funcionario con 20 años de experiencia, se quejó a los funcionarios del Ejército de Estados Unidos en numerosas ocasiones acerca de que Halliburton había estado recibiendo ilegalemente un trato especial en la obtención de contratos en Irak, Kuwait y los Balcanes. El Departamento de Justicia de EE. UU., la Oficina de Investigación Federal (FBI) y el inspector general del Pentágono iniciaron una investigación con el fin de esclarecer si existía realmente un delito. A la fecha del 24 de febrero de 2009 aún continuaba abierta.

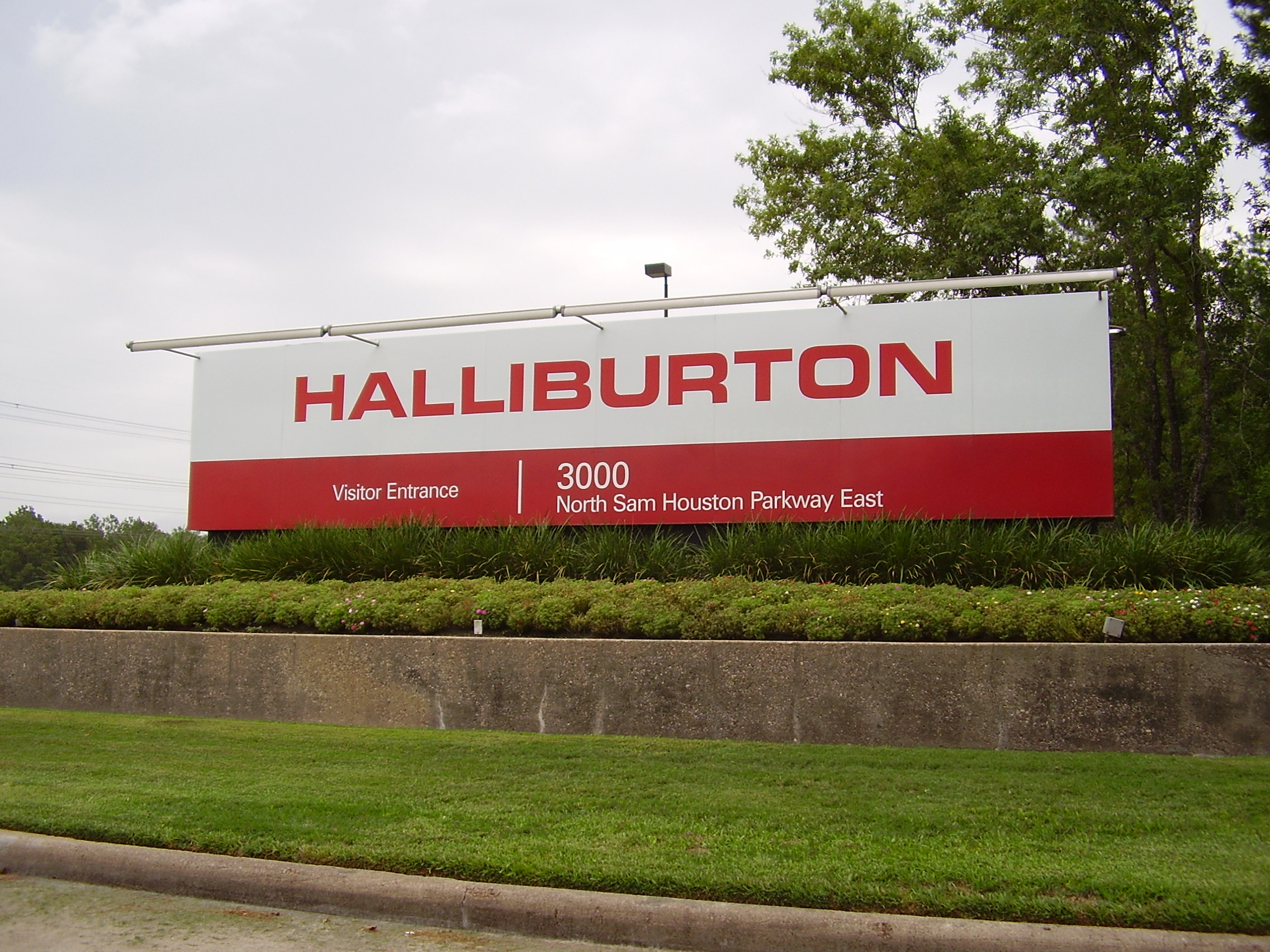
La sede de Halliburton en Houston.

Hasta enero de 2006 Halliburton ha obtenido la friolera cantidad de $16.000 Millones de Dólares (MDD) en contratos para “reconstruir” Irak, la mayoría de los contratos fueron obtenidos sin licitación y de manera directa.

## Violaciones
Jamie Leigh Jones fue una exempleada de Halliburton/KBR en Bagdag que denunció que fue violada por siete miembros de la empresa, explicando además que otras 38 mujeres contactaron en privado con ella para contarle sus historias de acoso y abuso, sin embargo, muchas de las mujeres le dijeron que no pueden contar en público sus acusaciones debido a cláusulas en sus contratos de empleo."